# Lacusovagus
Lacusovagus is een geslacht van uitgestorven pterosauriërs dat leefde tijdens het Vroeg-Krijt in het gebied van het huidige Brazilië. De enige benoemde soort is Kunpengopterus sinensis.

## Vondst en naamgeving
De typesoort Lacusovagus magnificens werd in 2008 benoemd en beschreven door de Brit Mark Paul Witton. De geslachtsnaam betekent 'meerzwerver', een verwijzing naar het feit dat de Nova Olinda aardlaag waarin het fossiel gevonden is, afgezet werd in een meer. In correct Latijn zou de naam echter gevormd hebben moeten zijn als 'lacuvagus'. De soortaanduiding betekent 'de prachtvolle', een verwijzing naar de aanzienlijke absolute grootte.
Het holotype, SMNK PAL 4325, bestaat uit de voorkant van een schedel, gevonden in de Crato (Santana) Formatie van Noord-Brazilië, en vermoedelijk stammend uit het Laat-Aptien, ongeveer 112 miljoen jaar geleden. Het fossiel lag al jaren ongeprepareerd en onbeschreven in de opslag van het Duitse Staatliches Museum für Naturkunde Karlsruhe, na aankoop bij de illegale fossielenhandel. De schedel ligt niet plat op de zijkant, zoals meestal bij teruggevonden pterosauriërschedels, maar rechtop, zodat de beenderen door de druk der aardlagen sterk samengedrukt en vervormd zijn, wat de interpretatie bemoeilijkt. De hele schedel was vermoedelijk 65-70 centimeter lang en, zoals Witton hem reconstrueerde, erg breed en overeenkomstig hoog. Het gaat om een volwassen exemplaar.

## Beschrijving
Lacusovagus is een grote vorm en, afgaande op de kaaklengte, de grootste pterosauriër die tot nu toe uit de Crato Formatie gevonden is; twee derde langer en dus vier à vijf keer groter dan de al bekende vormen. Hij is ook groter dan de Chinese vormen. Zijn spanwijdte kan de vijf meter benaderd hebben en Witton, een groot voorstander van de theorie dat pterosauriërs tamelijk zware dieren waren, schatte het gewicht op twintig kilogram en de schouderhoogte — het hoogste romppunt bij een pterosauriër — op een meter.
Witton gaf een korte diagnose. De tak van het bovenkaaksbeen spreidt naar buiten aan de achterste punt maar loopt evenwijdig aan de middenlijn van de schedel op zijn middenstuk terwijl hij vooraan taps toeloopt richting snuit. De snuit mist een kam, is laag maar zijwaarts breed met een lengte die minder dan 37% van de totale bovenkaaklengte bedraagt terwijl het bovenprofiel een scherpe hoek van 70° maakt met de lijn van de bovenkaak.

## Fylogenie
Volgens een eerste analyse behoort Lacusovagus tot de groep van de Azhdarchoidea maar de verdere bepaling is problematisch: hij verschilt van de Tapejaridae door zijn rechte snaveluiteinde en van die groep en de Thalassodromidae door het ontbreken van een kam op de snuit; van de Azhdarchidae in dat het gedeelte voor de neusgaten kort en breed is. De kaken zijn tandeloos. Witton vindt de soort nog het meest gelijken op soorten in China als Chaoyangopterus, Eoazhdarcho, Eopteranodon, Shenzhoupterus en Jidapterus, die behoren tot de Chaoyangopteridae welke vermoedelijk basaler zijn dan de klade Neoazhdarchia. Witton heeft aangegeven dat volgens een nog door hem te publiceren exacte kladistische analyse Lacusovagus inderdaad binnen die groep valt. Het zou daarmee de eerste chaoyangopteride zijn bekend van vondsten buiten China.
In 2017 echter, vond een kladistische studie het exemplaar samenvallen met Tupuxuara.